# واجهاتية

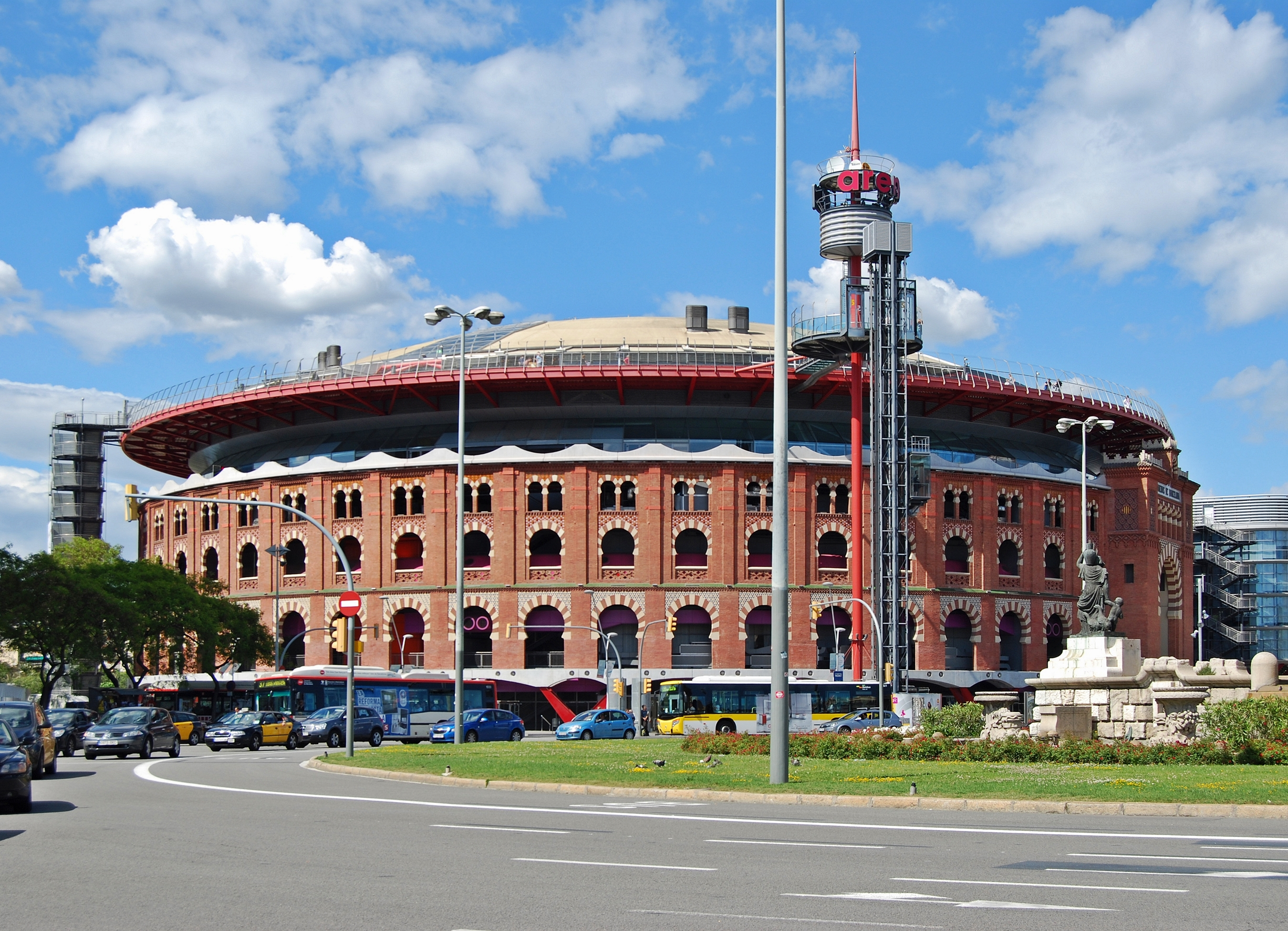
مبنى بلازا دي توروس، برشلونة. تم بناؤه عام 1900 كحلبة لمصارعة الثيران، وقد تم افتتاحه مجددًا في 2011 كمركز تجاري على يد المعمار ريتشارد روجرز مع الاحتفاظ بالواجهة الأصلية للمبنى.

الواجهاتيّة أو عمارة الواجهات (بالإنجليزية: Facadism أو Facadomy) هي نظريّة وممارسة معماريّة أو إنشائيّة تشير إلى تصميم أو بناء واجهة المبنى بشكل منفصل عن بقيّة البناء. وتدل في كثير من الأحيان على الحفاظ المعماري لواجهات المباني القديمة بوجود مباني جديدة أُقيمت وراءها أو حولها.
توجد أسباب جماليّة وتاريخيّة للحفاظ على واجهات المباني. يمكن أن تكون هذه الممارسات كبديل لوجود المبنى القديم بسبب وضع الأجزاء الداخليّة التي لم تعد قابلة للاستخدام نتيجة حريق أو ما شابه. كما أن المُطوِّرون العقاريوّن يستخدمون هذه النظريّة أحيانًا، حيث يسعون إلى إعادة تطوير الموقع كحل وسط أمام المُرمِّمين الذين يرغبون في الحفاظ على المباني ذات الأهميّة التاريخيّة أو الجماليّة. ويمكن اعتبار الواجهاتيّة بمثابة حل وسط بين الحفاظ التاريخي والهدم، وبالتالي تم الإشادة بها وشجبها في ذات الوقت.
ثمة هناك خلط كبير بين الواجهاتيّة وبين كل من إعادة الاستخدام المتكيف والتجديد وإعادة البناء، حيث يتم في بعض الأحيان تجديد المباني إلى درجة يتم فيها الحفاظ على الغلاف الخارجي فقط، مع استخدام المبنى لأغراض أخرى غير تلك التي كانت مُخصَّصة له أصلاً. بينما يعادل هذا الإجراء الواجهاتية، فإن الفرق يكمن بينهما بالاحتفاظ بهياكل السقف أو الأرضيّات، والحفاظ على ارتباط موثوق به بالمبنى الأصلي. وعلى النقيض من ذلك، فإن الواجهاتيّة تتمحور بشكل عام حول الاحتفاظ بجدار واحد أو اثنين فقط من الجدران المواجهة للشوارع لأغراض جماليّة وزخرفيّة.

## صور

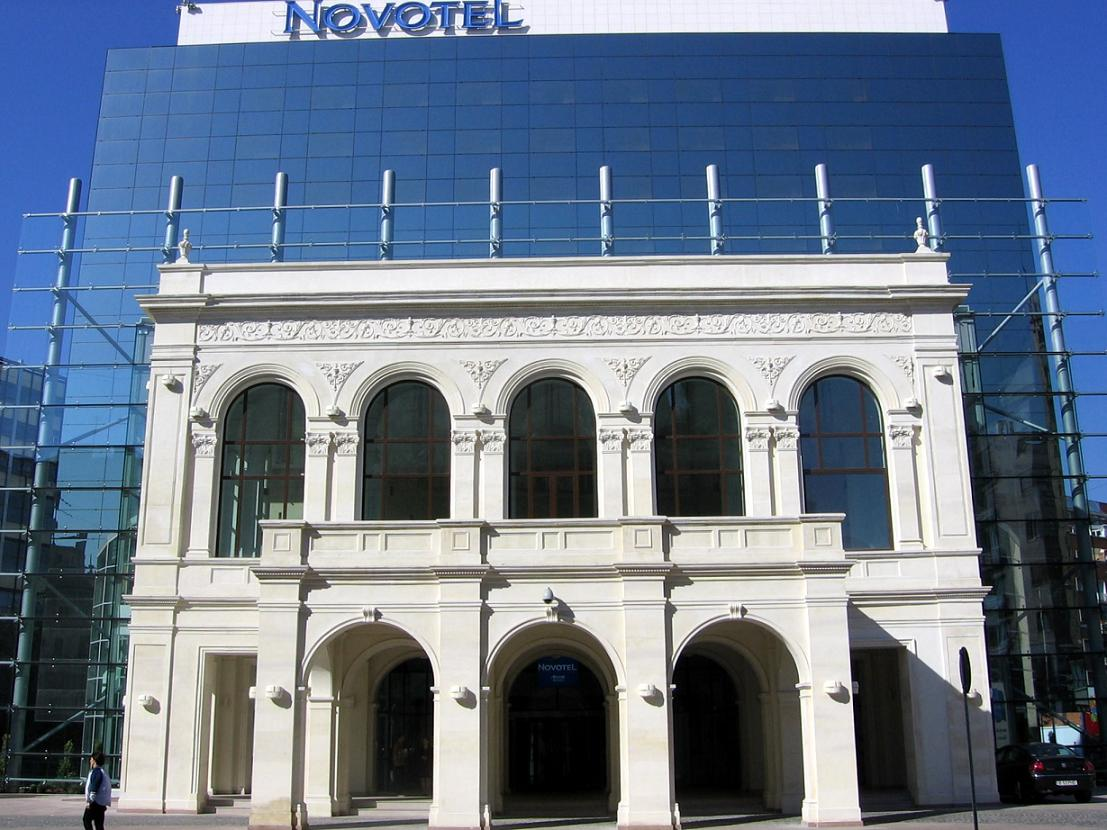
الواجهاتية في بوخارست، رومانيا.
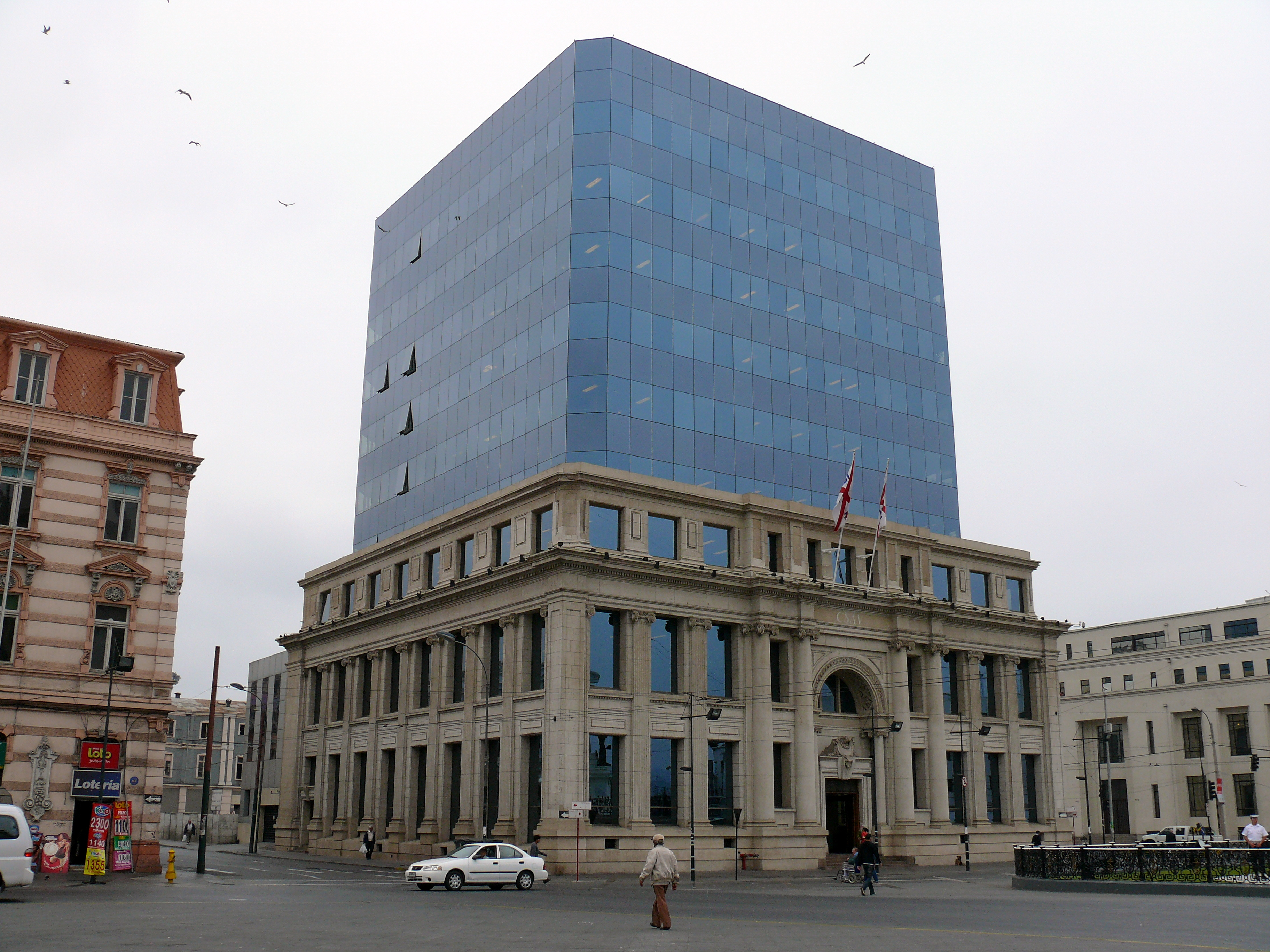
الواجهاتية في فالبارايسو، تشيلي.
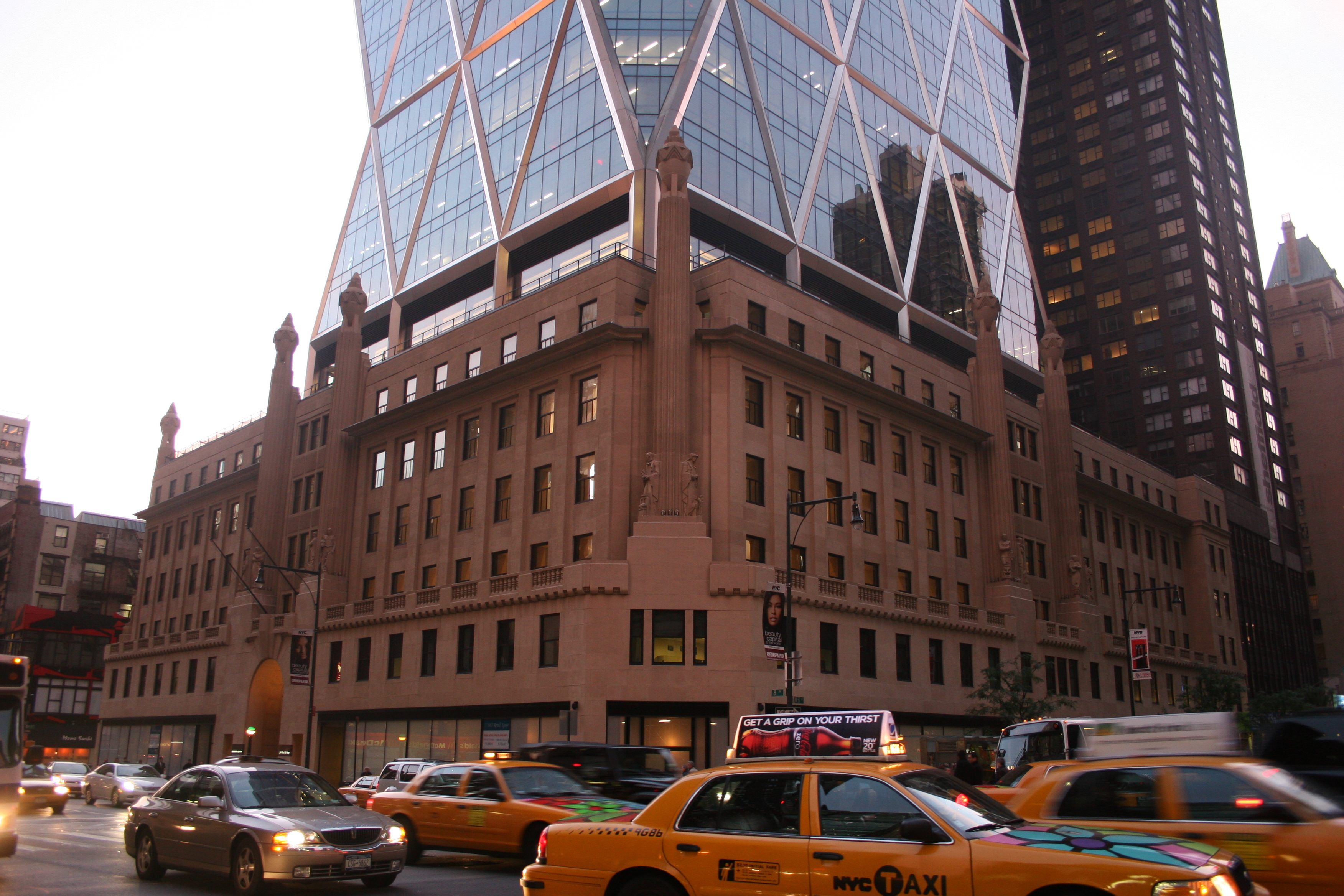
قاعدة مبنى هيرست تاور في نيويورك.
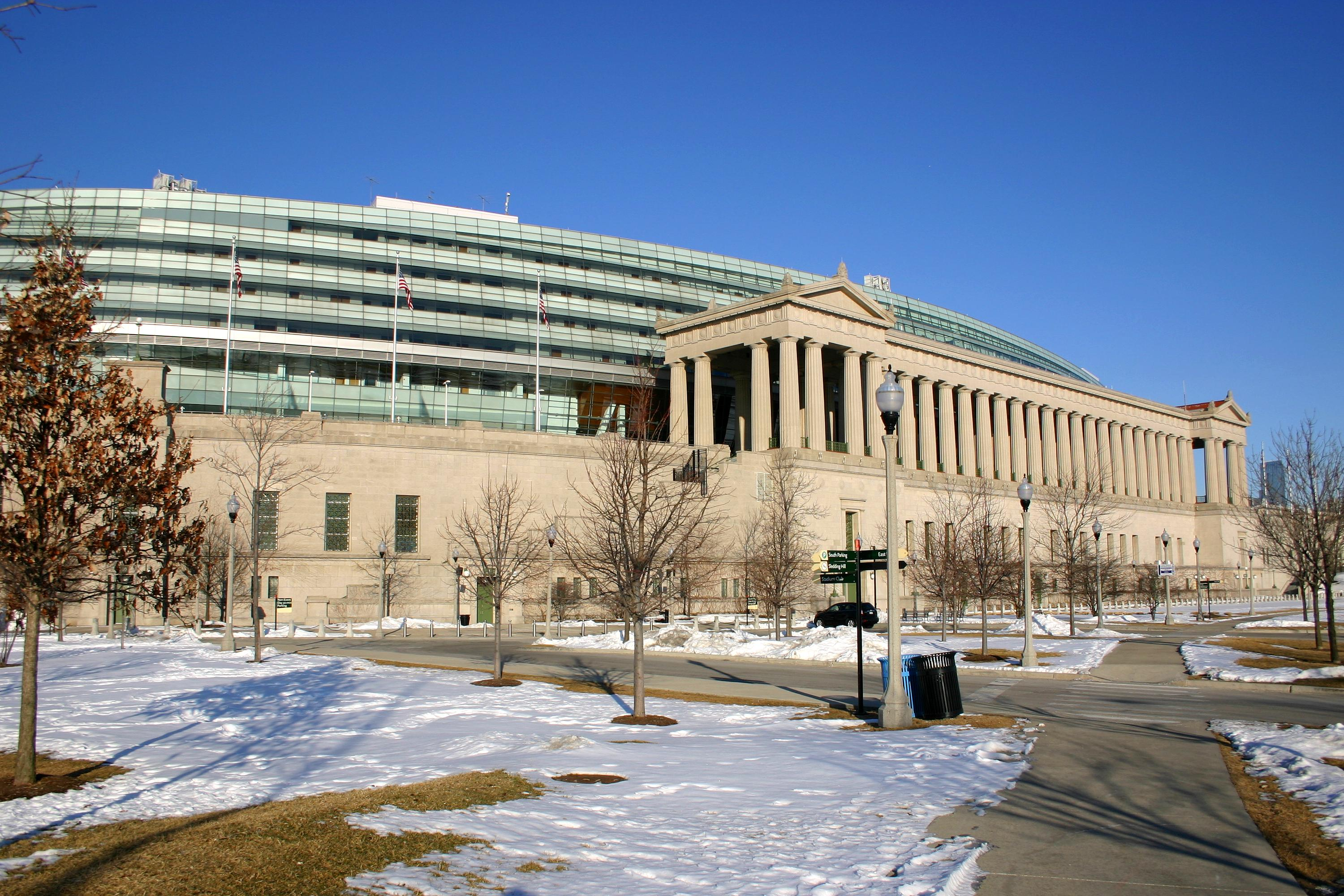
الواجهاتية في شيكاغو.

## وصلات خارجية
- دراسة ترميم وتطوير فندق الكونتننتال، الجهاز القومي للتنسيق الحضري